# Cristóbal Toral
Cristóbal Toral Ruiz (Torre Alháquime, Província de Cadis, 15 d'abril de 1940) és un pintor espanyol. Els seus quadres són d'estil realista.
L'any 2014 en la mostra titulada Cartografía de un viaje, va exposar una obra seva que va resultar polèmica on apareix un retrat de Joan Carles I dins un contenidor d'escombraries.

## Biografia
Poc després del seu naixement la seva família es va traslladar a Antequera. Fins als 19 anys va viure al camp treballant amb el seu pare, sense haver assistit a cap escola. A partir d'aleshores va estudiar a l'Escola d'Arts i Oficis d' Antequera i després va aconseguir una beca per estudiar a l'Escola de Belles Arts de Sevilla i el 1962, trasllada la matrícula a l'Escuela de San Fernando de Madrid
El 1964, es va graduar i se li concedeix el Premi Nacional de Fi de Carrera.
El 1965, va obtenir la beca del Ministeri d'Educació i Ciència i la de la Fundació March, va ser nomenat professor auxiliar de l'escola de Belles Arts.
El 1966, il·lustrà el Romancero Gitano de Federico García Lorca
El 1969, va ser becat per la Fundació March per tal d'ampliar estudis als Estats Units.
El 1977 se li concedeix la Medalla d'Oro de la XXIII Biennal de Fiorino (Florència), va fer exposicions a Chicago, Mèxic, París, Brussel·les, Hamburg, Taipei, Teheran, Nova York i a diverses ciutats espanyoles.